# Caiac canoe la Jocurile Olimpice de vară din 2020 - K-1 masculin
Proba masculină de caiac K-1 de la Jocurile Olimpice de vară din 2020 a avut loc în perioada 28-30 iulie 2021 pe Kasai Canoe Slalom Centre. 
La această probă vor participa 24 sportivi. Dintre aceștia, 18 vor fi selectați în urma Campionatului Mondial din 2019. Cinci locuri vor fi distribuite după campionatele regionale, astfel încât fiecare dintre cele cinci zone să primească un loc. În plus față de acestea, țării gazdă, Japonia, i se va aloca un loc. La acestea va participa maximum un sportiv dintr-o țară.

## Program
Orele sunt ora Japoniei (UTC+9) 
| Data                    | Timp  | Etapă             |
| ----------------------- | ----- | ----------------- |
| Miercuri, 28 iulie 2021 | 13:00 | Calificări        |
| Vineri, 30 iulie 2021   | 14:00 | Semifinale Finala |

## Rezultate
Reguli de calificare: de la locul 1 la locul 20 se califică în semifinale, restul au fost eliminați. 
Reguli de calificare: de la locul 1 la locul 10 se califică în finală, restul au fost eliminați.
| Loc | Nr. concurs | Canotor               | Țară                       | Serii preliminare | Serii preliminare | Serii preliminare | Serii preliminare | Serii preliminare | Serii preliminare | Semifinală                     | Semifinală                     | Semifinală                     | Finală                         | Finală                         | Finală                         |
| Loc | Nr. concurs | Canotor               | Țară                       | 1a cursă          | Pen.              | A 2-a cursă       | Pen.              | Cel mai bun       | Ordine            | Timp                           | Pen.                           | Ordine                         | Timp                           | Pen.                           | Ordine                         |
| --- | ----------- | --------------------- | -------------------------- | ----------------- | ----------------- | ----------------- | ----------------- | ----------------- | ----------------- | ------------------------------ | ------------------------------ | ------------------------------ | ------------------------------ | ------------------------------ | ------------------------------ |
| 1   | 1           | Jiří Prskavec         | Cehia                      | 92,57             | 0                 | 91,71             | 2                 | 91,71             | 4                 | 94,29                          | 2                              | 1                              | 91,63                          | 0                              | 1                              |
| 2   | 8           | Jakub Grigar          | Slovacia                   | 94,37             | 0                 | 92,38             | 2                 | 92,38             | 8                 | 96,27                          | 2                              | 4                              | 94,85                          | 0                              | 2                              |
| 3   | 2           | Hannes Aigner         | Germania                   | 96,51             | 2                 | 90,14             | 0                 | 90,14             | 1                 | 97,97                          | 0                              | 7                              | 97,11                          | 0                              | 3                              |
| 4   | 14          | Felix Oschmautz       | Austria                    | 94,10             | 0                 | 92,18             | 0                 | 92,18             | 7                 | 98,42                          | 2                              | 9                              | 98,79                          | 0                              | 4                              |
| 5   | 12          | Michal Smolen         | Statele Unite ale Americii | 96,61             | 4                 | 102,03            | 4                 | 96,61             | 19                | 96,11                          | 0                              | 3                              | 99,12                          | 0                              | 5                              |
| 6   | 9           | Bradley Forbes-Cryans | Marea Britanie             | 93,65             | 0                 | 101,46            | 4                 | 93,65             | 13                | 96,48                          | 0                              | 5                              | 100,58                         | 2                              | 6                              |
| 7   | 6           | Boris Neveu           | Franța                     | 147,12            | 50                | 91,78             | 0                 | 91,78             | 5                 | 94,86                          | 0                              | 2                              | 101,18                         | 4                              | 7                              |
| 8   | 4           | Lucien Delfour        | Australia                  | 91,10             | 0                 | 91,12             | 0                 | 91,10             | 3                 | 97,52                          | 2                              | 6                              | 102,33                         | 2                              | 8                              |
| 9   | 19          | Erik Holmer           | Suedia                     | 100,36            | 4                 | 92,91             | 2                 | 94,91             | 16                | 98,45                          | 0                              | 10                             | 148,59                         | 52                             | 9                              |
| 10  | 10          | David Llorente        | Spania                     | 147,62            | 50                | 95,83             | 2                 | 95,83             | 18                | 98,26                          | 0                              | 8                              | 150,08                         | 52                             | 10                             |
| 11  | 11          | Antoine Launay        | Portugalia                 | 95,68             | 0                 | 93,50             | 0                 | 93,50             | 12                | 98,88                          | 0                              | 11                             | Nu a avansat în faza următoare | Nu a avansat în faza următoare | Nu a avansat în faza următoare |
| 12  | 3           | Peter Kauzer          | Slovenia                   | 93,04             | 0                 | 105,64            | 2                 | 93,04             | 11                | 99,10                          | 0                              | 12                             | Nu a avansat în faza următoare | Nu a avansat în faza următoare | Nu a avansat în faza următoare |
| 13  | 7           | Martin Dougoud        | Elveția                    | 93,70             | 0                 | 100,58            | 4                 | 93,70             | 14                | 99,28                          | 2                              | 13                             | Nu a avansat în faza următoare | Nu a avansat în faza următoare | Nu a avansat în faza următoare |
| 14  | 5           | Giovanni De Gennaro   | Italia                     | 90,92             | 0                 | 90,65             | 0                 | 90,65             | 2                 | 100,23                         | 4                              | 14                             | Nu a avansat în faza următoare | Nu a avansat în faza următoare | Nu a avansat în faza următoare |
| 15  | 17          | Krzysztof Majerczak   | Polonia                    | 99,86             | 2                 | 95,21             | 0                 | 95,21             | 17                | 100,99                         | 2                              | 15                             | Nu a avansat în faza următoare | Nu a avansat în faza următoare | Nu a avansat în faza următoare |
| 16  | 18          | Kazuya Adachi         | Japonia                    | 97,72             | 0                 | 92,09             | 0                 | 92,09             | 6                 | 101,60                         | 0                              | 16                             | Nu a avansat în faza următoare | Nu a avansat în faza următoare | Nu a avansat în faza următoare |
| 17  | 20          | Quan Xin              | China                      | 98,86             | 2                 | 98,06             | 2                 | 98,06             | 20                | 101,99                         | 2                              | 17                             | Nu a avansat în faza următoare | Nu a avansat în faza următoare | Nu a avansat în faza următoare |
| 18  | 22          | Mathis Soudi          | Maroc                      | 93,86             | 0                 | 100,92            | 2                 | 93,86             | 15                | 103,58                         | 6                              | 18                             | Nu a avansat în faza următoare | Nu a avansat în faza următoare | Nu a avansat în faza următoare |
| 19  | 15          | Pepe Gonçalves        | Brazilia                   | 98,13             | 4                 | 92,91             | 2                 | 92,91             | 10                | 104,33                         | 6                              | 19                             | Nu a avansat în faza următoare | Nu a avansat în faza următoare | Nu a avansat în faza următoare |
| 20  | 13          | Pavel Eigel           | COR                        | 96,53             | 0                 | 92,82             | 2                 | 92,82             | 9                 | 151,41                         | 50                             | 20                             | Nu a avansat în faza următoare | Nu a avansat în faza următoare | Nu a avansat în faza următoare |
| 21  | 23          | Lucas Rossi           | Argentina                  | 103,02            | 4                 | 98,29             | 2                 | 98,29             | 21                | Nu a avansat în faza următoare | Nu a avansat în faza următoare | Nu a avansat în faza următoare | Nu a avansat în faza următoare | Nu a avansat în faza următoare | Nu a avansat în faza următoare |
| 22  | 24          | Gabriel De Coster     | Belgia                     | 152,94            | 54                | 98,67             | 0                 | 98,67             | 22                | Nu a avansat în faza următoare | Nu a avansat în faza următoare | Nu a avansat în faza următoare | Nu a avansat în faza următoare | Nu a avansat în faza următoare | Nu a avansat în faza următoare |
| 23  | 16          | Callum Gilbert        | Noua Zeelandă              | 151,85            | 54                | 101,15            | 0                 | 101,15            | 23                | Nu a avansat în faza următoare | Nu a avansat în faza următoare | Nu a avansat în faza următoare | Nu a avansat în faza următoare | Nu a avansat în faza următoare | Nu a avansat în faza următoare |
| 24  | 21          | Michael Tayler        | Canada                     | 117,98            | 8                 | 106,04            | 2                 | 106,04            | 24                | Nu a avansat în faza următoare | Nu a avansat în faza următoare | Nu a avansat în faza următoare | Nu a avansat în faza următoare | Nu a avansat în faza următoare | Nu a avansat în faza următoare |